# 安平拉拉藤
安平拉拉藤（学名：Galium martinii）为茜草科拉拉藤属下的一个种。

## 扩展阅读
維基物種上的相關：安平拉拉藤